# Ауб
Ауб (нім. Aub) — місто в Німеччині, розташоване в землі Баварія. Підпорядковується адміністративному округу Нижня Франконія. Входить до складу району Вюрцбург. Центр об'єднання громад Ауб.
Площа — 17,54 км2. Населення становить 1425 ос. (станом на 31 грудня 2020).